# Wohnhaus Schnoor 37

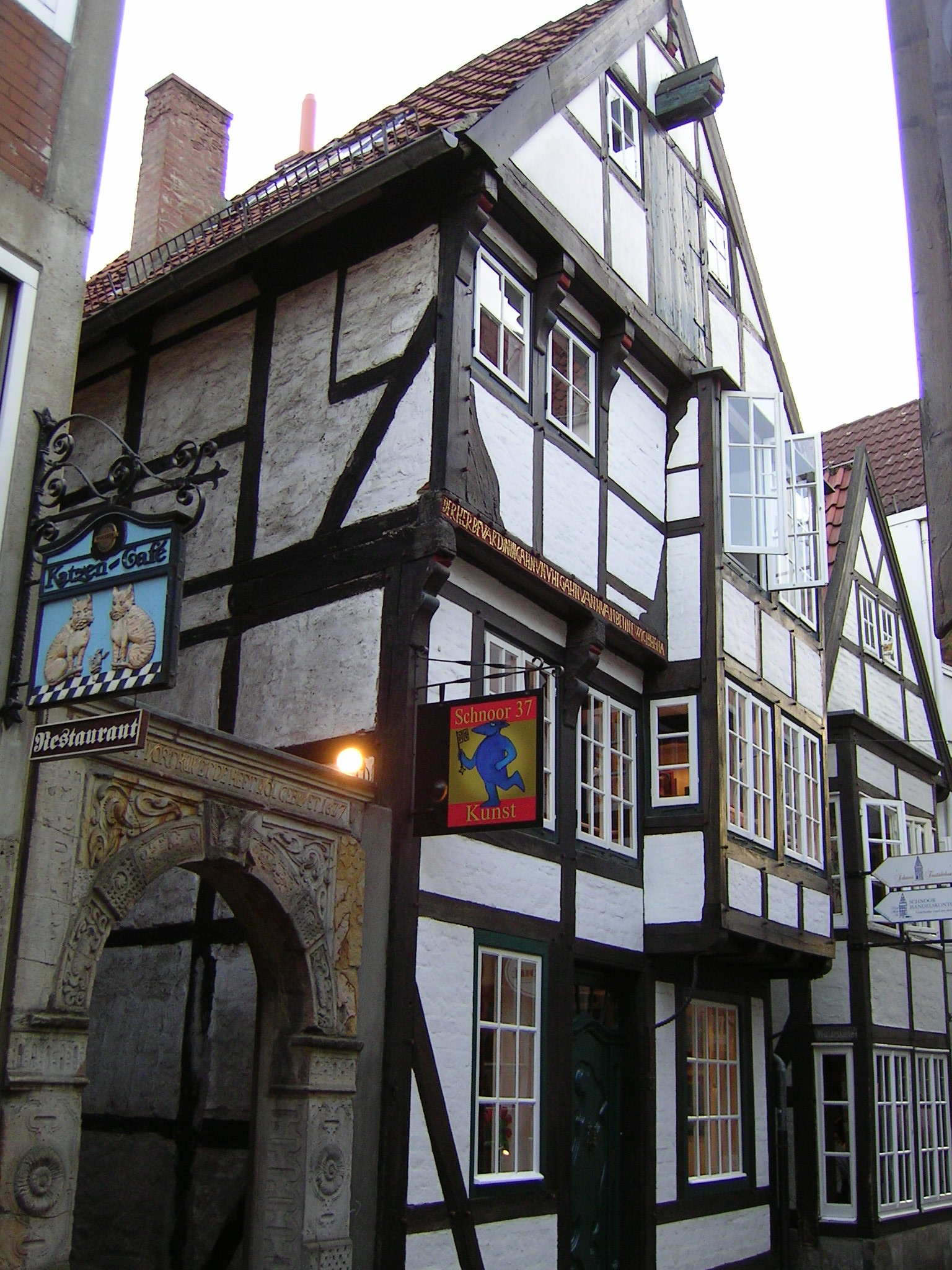
Schnoor 37

Das Wohnhaus Schnoor 37 befindet sich in Bremen, Stadtteil Mitte im  Schnoorviertel, Schnoor 37. Es entstand 1601/1650.
Das Gebäude steht seit 1917/1973 unter Bremischen Denkmalschutz.

## Geschichte

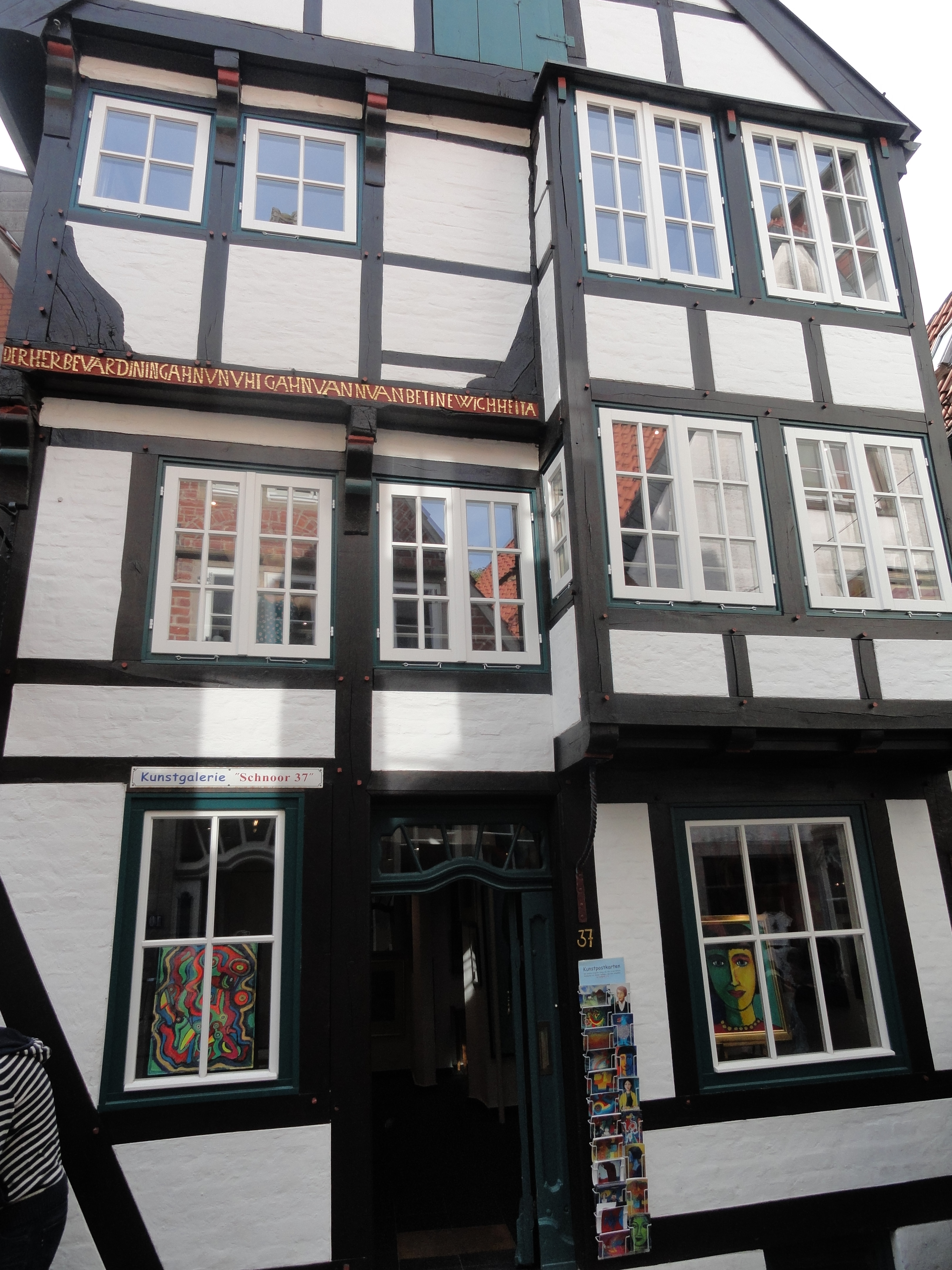
Schnoor 37

Die ursprüngliche Bevölkerung des Schnoors bestand überwiegend aus Flussfischern und Schiffern. In der Epoche des Klassizismus und des Historismus entstanden von um 1800 bis 1890 die meisten oft kleinen Gebäude. Im weiteren Verlauf wurde es zum Arme-Leute-Viertel, das in weiten Bereichen verfiel – vor allem nach dem Zweiten Weltkrieg.
1959 wurde von der Stadt ein Ortsstatut zum Schutz der erhaltenswerten Bausubstanz beschlossen. Die Häuser wurden dokumentiert und viele seit den 1970er Jahren unter Denkmalschutz gestellt. Ab den 1960er Jahren fanden mit Unterstützung der Stadt Sanierungen, Lückenschließungen und Umbauten im Schnoor statt.
Das dreigeschossige, geputzte Giebelfachwerkhaus mit einem Satteldach, einem Bodenspeicher mit Kranbalken, dem zweigeschossigen, seitlichen Erker, der offene, inneren Empore in der Zwischenetage und der Windfahne, wurde 1601/1650 in der Epoche der Renaissance gebaut. Eine Inschrift steht in einem Balken über dem Ersten Obergeschoss: „DER HER BEWAR DIN INGAHN UN UHTGAHN VAN NUAN BET IN EWICHHEIT A“. Bemerkenswert ist eine schöne Holztreppe zu den Etagen. 1760 erfolgten Umbauten. Nach der Beschädigung im Zweiten Weltkrieg erfolgte 1955 ein Wiederaufbau nach Plänen des Denkmalpflegers und Architekten Rudolf Stein.
Links neben dem Haus ist der Durchgang zum Katzen-Café; seit 1966 steht hier das Portal Alexanderbogen von 1627 aus der Spätrenaissance.
Bis Anfang 2021 wurde das Haus durch eine Kunstgalerie, einen Frisör und zum Wohnen genutzt. Seit 2021 wird das Haus durch eine Goldschmiede Stichnoth ehemals Juwelier Grüttert als Geschäftshaus genutzt.
Der niederdeutsche Straßenname Schnoor (Snoor) bedeutet Schnur: Hier stehen die Häuser wie an einer Schnur aufgereiht. Der Name kam aber durch das Schiffshandwerk und der Herstellung von Seilen und Taue (= Schnur). 